# Dědovo dědictví
Dědovo dědictví (v anglickém originále Old Money) je 17. díl 2. řady (celkem 30.) amerického animovaného seriálu Simpsonovi. Scénář napsali Jay Kogen a Wallace Wolodarsky a díl režíroval David Silverman. V USA měl premiéru dne 28. března 1991 na stanici Fox Broadcasting Company a v Česku byl poprvé vysílán 24. září 1993 na stanici ČT1.

## Děj
Děda se zamiluje do Beatrice „Bey“ Simmonsové, nové obyvatelky Springfieldského domova důchodců. Homer trvá na tom, aby jel děda s rodinou Simpsonových na výlet do levného lvího safari, kde se má rodina s dědou „bavit“. Výlet na safari se zvrtne, když se Homer vydá na nepovolenou stezku, na které je rodina obklíčena lvy a přes noc uvězněna, dokud je nezachrání místní správce. Jakmile se konečně děda vrátí do domova důchodců, Jasper mu sdělí, že Bea zemřela na prasknutí srdeční komory, ačkoli zdrcený Abe věří, že zemřela na zlomené srdce. Hluboce zdrcen její smrtí se děda zúčastní jejího pohřbu, kde zoufalému Homerovi vztekle řekne, že je to jeho vina, že propásl poslední šanci být s Beou, a zřekne se ho. 
Děda zdědí 106 000 dolarů z Beiny pozůstalosti a zpočátku je plánuje utratit za sebe, přičemž nezapomene zavolat Homerovi a říct mu, že mu není odpuštěno a že z dědictví nedostane ani cent. Poté, co ho Bein duch navštíví na horské dráze v zábavním parku, se místo toho rozhodne peníze rozdat lidem v nouzi, a i když vyslyší Beinu prosbu, aby Homerovi odpustil, zároveň mu řekne, že peníze stejně nedostane. Několik měšťanů navštíví dědu s lehkovážnými, chamtivými a destruktivními návrhy a znechutí ho natolik, že se jde projít, aby si vyčistil hlavu. Když během procházky vidí tíživou situaci obyvatel Springfieldu bez domova a uvědomí si, že nemá dost peněz na to, aby vyřešil problémy města. 
Děda se na Jasperův návrh vydá na hazardní hru a doufá, že vyhraje tolik peněz, že bude moci pomoci všem. Homer ho najde na výherní vlně u ruletových stolů v kasinu a prosí ho, aby přestal, dokud vítězí. Oba se přetahují o sázku a Homerovi se podaří stáhnout dědečkovy žetony ze stolu těsně předtím, než se kolo zastaví na čísle, které Abe netipoval. Poté, co děda poděkuje Homerovi za to, že ho zachránil před ztrátou dědictví, se konečně upřímně usmíří. Děda použije peníze na renovaci domova důchodců a nechá přejmenovat jídelnu na Beinu počest.

## Produkce
Epizodu napsali Jay Kogen a Wallace Wolodarsky a režíroval ji David Silverman. Safari bylo založeno na průjezdním safari Lion Country Safari, jež se nachází v Loxahatchee v Palm Beach County na Floridě a které Kogen navštěvoval, když byl mladší. Dědovo dědictví bylo prvním dílem, v němž se objevilo celé dědovo jméno Abraham Simpson. Matt Groening, tvůrce Simpsonových, pojmenoval hlavní postavy po členech své vlastní rodiny (s výjimkou Barta, anagramu slova brat, kterým nahradil své vlastní jméno), ale odmítl pojmenovat dědu po svém dědečkovi Abramu Groeningovi. Výběr jména nechal na scenáristech, kteří vybrali jméno Abraham.
V této epizodě se poprvé v seriálu objevuje opakující se postava profesora Frinka. Frink byl původně napsán jako šílený vědec, ale když měl dabér Hank Azaria najít hlas pro Frinka, napodobil postavu Jerryho Lewise z filmu Zamilovaný profesor a scenáristé začali z Frinka dělat spíše parodii na Lewise. Frink byl pojmenován po scenáristovi Simpsonových Johnu Frinkovi; to však bylo ještě předtím, než se stal scenáristou seriálu. V dílu hostuje americká herečka Audrey Meadowsová jako Bea. Al Jean, scenárista seriálu, řekl, že Meadowsová byla pro tuto roli ideální, protože byla velmi milá a štáb si s ní během natáčení užil spoustu legrace. Jedná se o dosud jedinou epizodu, kde je v závěrečných titulcích skutečně uvedeno, jaké postavy jednotliví herci namluvili.

## Kulturní odkazy
Scéna s dědou a Beou, kteří svůdně pojídají své pilulky, je odkazem na film Tom Jones z roku 1963. Dva z lidí, kteří čekají ve frontě, aby si řekli o dědovy peníze, jsou Darth Vader a Joker. Když rodina navrhuje místa, kam by mohli jít, Homer navrhne Springfield Mystery Spot, což je odkaz na Mystery Spot v Kalifornii, i když Líza říká, že Springfield Spot je prostě kaluž bláta. Nakonec se však rozhodnou jít do lvího safari se slevou. Záběr na dědu sedícího v bistru připomíná americký obraz Noční ptáci z roku 1942. Než se děda pokusí vsadit všechny své peníze na ruletu, cituje báseň Když od Rudyarda Kiplinga. Vyvrcholení scény, kdy děda použije peníze na opravu Springfieldského domova důchodců, je odkazem na závěr filmu If I Had a Million z roku 1932. „Monroeova krabice“ doktora Marvina Monroea má být parodií na Skinnerovu krabici B. F. Skinnera.

## Přijetí
V původním americkém vysílání skončil díl v týdnu od 25. do 31. března 1991 na 36. místě ve sledovanosti s ratingem 12,4 dle Nielsenu. Byl to nejlépe hodnocený pořad na stanici Fox v tom týdnu. Dne 4. května 1994 byla epizoda vydána ve video kolekci s názvem The Simpsons Collection společně s dílem Homer maskotem.
Od svého odvysílání se díl setkal se smíšenými ohlasy televizních kritiků. Autoři knihy I Can't Believe It's a Bigger and Better Updated Unofficial Simpsons Guide, Warren Martyn a Adrian Wood, napsali: „Nádherná epizoda, velmi smutná, ale nakonec povznášející, se skvělými hláškami (zejména od dědy).“. Colin Jacobson z DVD Movie Guide nebyl tak pozitivní a uvedl: „V Dědově dědictví najdeme snadno nejslabší díl 2. řady. Vlastně bych tuto slátaninu označil za jediný špatný díl tohoto roku. (…) Myslím, že Dědovo dědictví nebyla opravdu hrozná epizoda, protože obsahovala několik vtipných momentů. Přišlo mi to však jako jeden z nejsmutnějších dílů Simpsonových vůbec. Pořad zaplavil sentiment a ten jen málo přispěl k tomu, aby tuto vlnu zkvasil. V celkově silné řadě vyčnívá Dědovo dědictví jako jediný skutečný brak.“.